# پیر دو ماریوو
پیر کارله دو شامبلن دو ماریوو (به فرانسوی: Pierre Carlet de Chamblain de Marivaux)، معروف به ماریوو (۴ فوریه ۱۶۸۸-
۱۲ فوریه ۱۷۶۳)، نمایش‌نامه‌نویس معروف قرن هجدهم فرانسه است.
از وی ۳۰ نمایشنامه باقی‌مانده که بیشتر آنها به زبانهای دیگر ترجمه شده‌اند و بعضی از آنها شاهکار محسوب می‌شوند. جزیره بردگان ، بازی عشق و شانس ، زندگی ماریان و بی‌ثباتی دوطرفه  و دهقان تازه بدوران رسیده از آثار او هستند.